# Saint-Cyr-la-Campagne
Saint-Cyr-la-Campagne is een gemeente in het Franse departement Eure (regio Normandië) en telt 370 inwoners (1999). De plaats maakt deel uit van het arrondissement Bernay.

## Geografie
De oppervlakte van Saint-Cyr-la-Campagne bedraagt 2,9 km², de bevolkingsdichtheid is 127,6 inwoners per km².
De onderstaande kaart toont de ligging van Saint-Cyr-la-Campagne met de belangrijkste infrastructuur en aangrenzende gemeenten.

## Demografie
Onderstaande figuur toont het verloop van het inwonertal (bron: INSEE-tellingen).